# Охеда, Томас
Тома́с Охе́да (исп. Tomás Ojeda; 20 апреля 1910 — 20 февраля 1983) — чилийский футболист, нападающий, участник чемпионата мира 1930 года.

## Биография
Выступал за чилийские клубы «Бока Хуниорс» (Антофагаста) и «Аудакс Итальяно». Дебютировал в национальной сборной на чемпионате мира 1930 в Уругвае. Выходил на поле в играх против сборных Мексики и Франции. В 1937 году принял участие в розыгрыше кубка Южной Америки, провёл 5 матчей, ни разу не отличившись.
| Матчи и голы Томаса Охеды за сборную Чили | Матчи и голы Томаса Охеды за сборную Чили | Матчи и голы Томаса Охеды за сборную Чили | Матчи и голы Томаса Охеды за сборную Чили | Матчи и голы Томаса Охеды за сборную Чили | Матчи и голы Томаса Охеды за сборную Чили | Матчи и голы Томаса Охеды за сборную Чили |
| ----------------------------------------- | ----------------------------------------- | ----------------------------------------- | ----------------------------------------- | ----------------------------------------- | ----------------------------------------- | ----------------------------------------- |
| №                                         | Дата                                      | Место проведения                          | Соперник                                  | Счёт                                      | Голы                                      | Турнир                                    |
| 1                                         | 16 июля 1930                              | Монтевидео, Уругвай                       | Мексика                                   | 3:0                                       | -                                         | Чемпионат мира 1930                       |
| 2                                         | 19 июля 1930                              | Монтевидео, Уругвай                       | Франция                                   | 1:0                                       | -                                         | Чемпионат мира 1930                       |
| 3                                         | 30 декабря 1936                           | Буэнос-Айрес, Аргентина                   | Аргентина                                 | 1:2                                       | -                                         | Чемпионат Южной Америки по футболу 1937   |
| 4                                         | 3 января 1937                             | Буэнос-Айрес, Аргентина                   | Бразилия                                  | 4:6                                       | -                                         | Чемпионат Южной Америки по футболу 1937   |
| 5                                         | 10 января 1937                            | Буэнос-Айрес, Аргентина                   | Уругвай                                   | 3:0                                       | -                                         | Чемпионат Южной Америки по футболу 1937   |
| 6                                         | 17 января 1937                            | Буэнос-Айрес, Аргентина                   | Парагвай                                  | 2:3                                       | -                                         | Чемпионат Южной Америки по футболу 1937   |
| 7                                         | 21 января 1937                            | Буэнос-Айрес, Аргентина                   | Перу                                      | 2:2                                       | -                                         | Чемпионат Южной Америки по футболу 1937   |

Итого: 7 матчей / 0 голов; 3 победы, 1 ничья, 3 поражения.